# Quote
Quote (Engels voor 'beurskoers') is een Nederlands tijdschrift dat maandelijks verschijnt. Het blad richt zich op het bedrijfsleven, geld, carrière, netwerken, het leven aan de top en het privéleven van vermogende personen.
Het zakenblad werd in 1986 opgericht door Maarten van den Biggelaar. Mede-oprichters en tevens de eerste hoofdredacteuren waren Peter van der Klugt en Mark Blaisse. De redactie is gevestigd te Amsterdam.
Sinds 1997 publiceert het blad jaarlijks de 'Quote 500', een lijst van de 500 rijkste mensen van Nederland met hun geschatte vermogen (naar een idee van het Amerikaanse tijdschrift Forbes).

## Geschiedenis

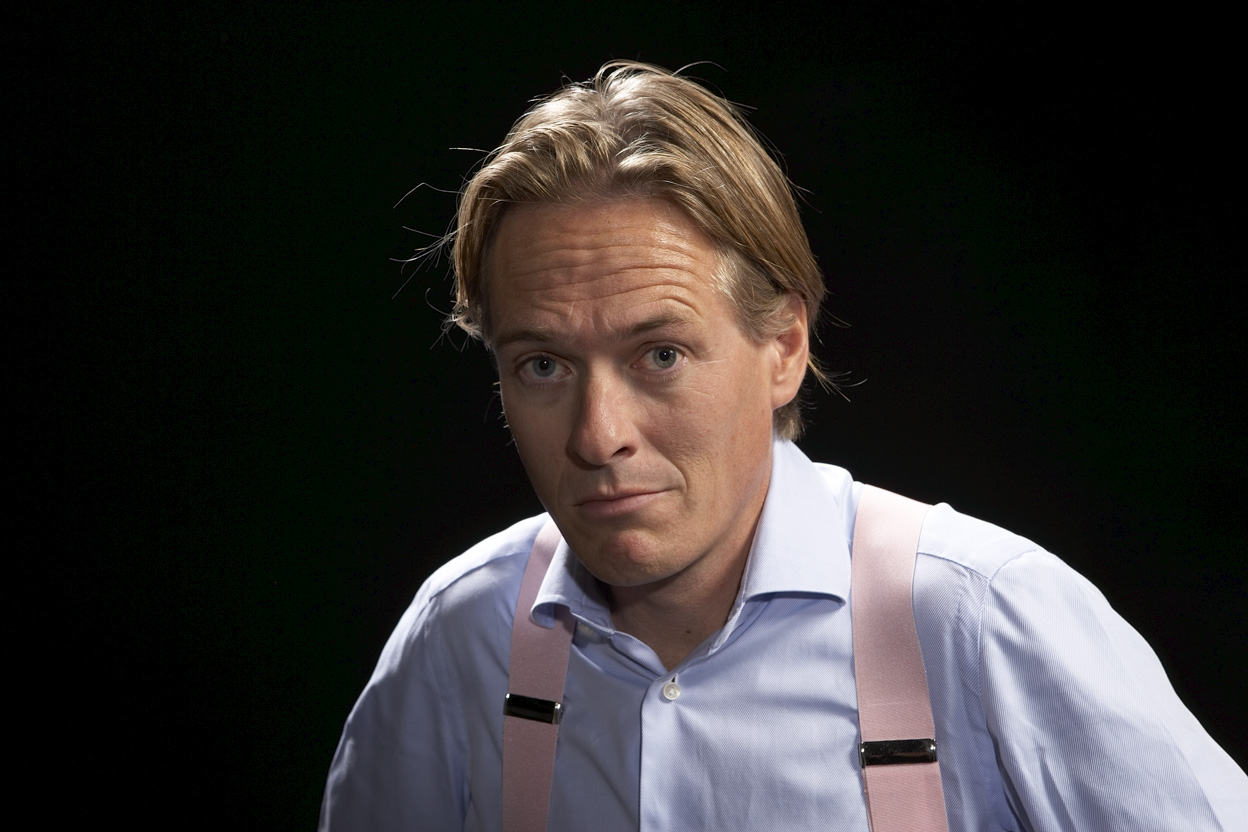
Voormalig hoofdredacteur Jort Kelder.

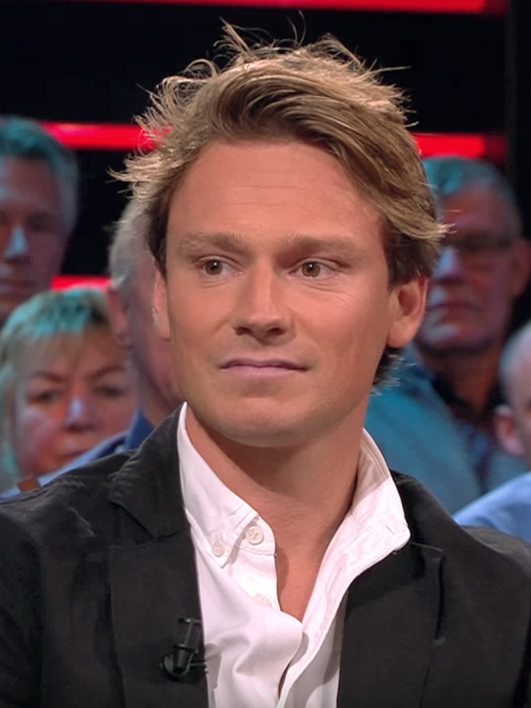
Voormalig hoofdredacteur Sander Schimmelpenninck.

Na Van der Klugt en Blaisse werd Jort Kelder in 1993 de derde hoofdredacteur van Quote. Onder zijn hoofdredacteurschap werd in 1997 de eerste 'Quote 500'-lijst gepubliceerd. In 1998 werd Kelder door het Nederlands Uitgeversverbond verkozen tot 'Hoofdredacteur van het Jaar' en in december 1999 werd Quote uitgeroepen tot 'Tijdschrift van het Jaar'.
In november 2002 publiceerde Quote als eerste een foto van vastgoedmagnaat Willem Endstra en oud-Heinekenontvoerder Willem Holleeder die samen op een bankje zaten voor het kantoor van Endstra in Amsterdam Oud-Zuid. Endstra, die steeds zijn banden met de onderwereld had ontkend, spande een kort geding aan waarin hij eiste dat het Quote-nummer uit de handel werd gehaald. Hij zei te vrezen voor zijn veiligheid. In eerste instantie werd zijn eis toegewezen, maar enkele dagen later werd in een tweede procedure anders beslist.
De redactieruimte van Quote werd in november 2003 beschoten; er werden, midden in de nacht, negentien kogels op het pand afgevuurd. Wie de dader was is nooit achterhaald. Enkele dagen eerder was ook het woonhuis van Van den Biggelaar beschoten.
In januari 2005 kwam Quote in het nieuws met de bewering dat Nina Brink in 1998 de president-commissaris van World Online met een vooropgezet seksschandaal in de val had gelokt en tot aftreden had gedwongen. Brink kondigde juridische stappen aan, maar wist het niet tot een rechtszaak te brengen. De aangifte die ze vervolgens wegens smaad bij de Amsterdamse officier van justitie heeft gedaan werd in mei wegens het ontbreken van een stevige juridische basis niet-ontvankelijk verklaard.
Op 21 juli 2006 verkochten Maarten van den Biggelaar en de twee mede-eigenaren Quote aan Hachette Filipacchi Médias (HFM). Kelder stapte naar aanleiding daarvan in april 2007, na ruim dertien jaar, op als hoofdredacteur.
Hij werd opgevolgd door Sjoerd van Stokkum (2007-2011) en vervolgens door Mirjam van den Broeke (2011-2016). Oud-hoofdredacteur Jort Kelder keerde in 2011 tijdelijk terug bij het zakenblad als adviseur en ook als columnist. Daaropvolgende hoofdredacteuren waren Sander Schimmelpenninck (2016-2020) en Paul van Riessen (2021-).

## Hoofdredacteuren
- Peter van der Klugt (mede-oprichter van Quote)
- Mark Blaisse (mede-oprichter van Quote)
- Jort Kelder (1993-2007)
- Sjoerd van Stokkum (2007-2011)
- Mirjam van den Broeke (2011-2016)
- Sander Schimmelpenninck (2016-2020)
- Paul van Riessen (2021-)

## Oplage
Oplagecijfers volgens HOI, Instituut voor Media Auditing
| Jaar | Betaalde gerichte oplage | Totaal verspreide oplage |        |
| ---- | ------------------------ | ------------------------ | ------ |
| 2004 | 50.073                   | 53.750                   | [ 16 ] |
| 2006 | 50.140                   | 58.304                   | [ 17 ] |
| 2007 | 52.101                   | 57.366                   | [ 18 ] |
| 2010 | 48.181                   |                          |        |
| 2011 | 51.227                   | 55.399                   | [ 19 ] |
| 2012 | 51.515                   | 55.555                   | [ 20 ] |
| 2016 | 35.269                   |                          |        |
| 2017 | 31.256                   |                          |        |
| 2018 | 34.436                   |                          |        |
| 2019 | 26.404                   |                          |        |
| 2022 | 27.863                   | 29.040                   |        |